# 多布羅米爾
多布羅米爾（羅馬化：Dobromyl）是乌克兰西部利沃夫州桑比尔区多布罗米尔市镇内的城市及该市镇的行政中心，2020年7月18日前隶属于舊桑比爾區。該市距離州府利沃夫90公里，毗鄰與波兰接壤的邊境，面積4.97平方公里，海拔高度297米，2022年人口数量为4,111人。

## 图集

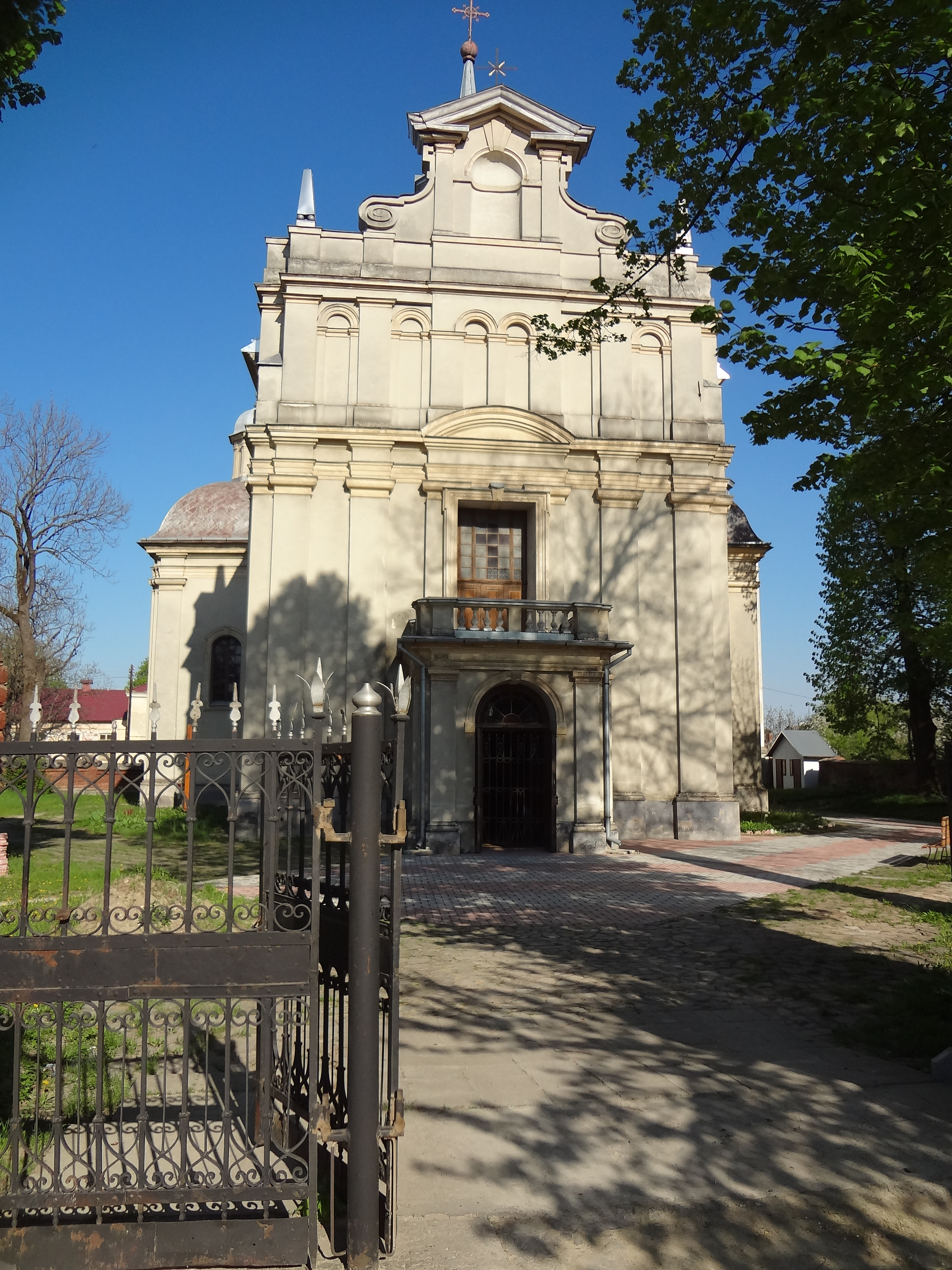
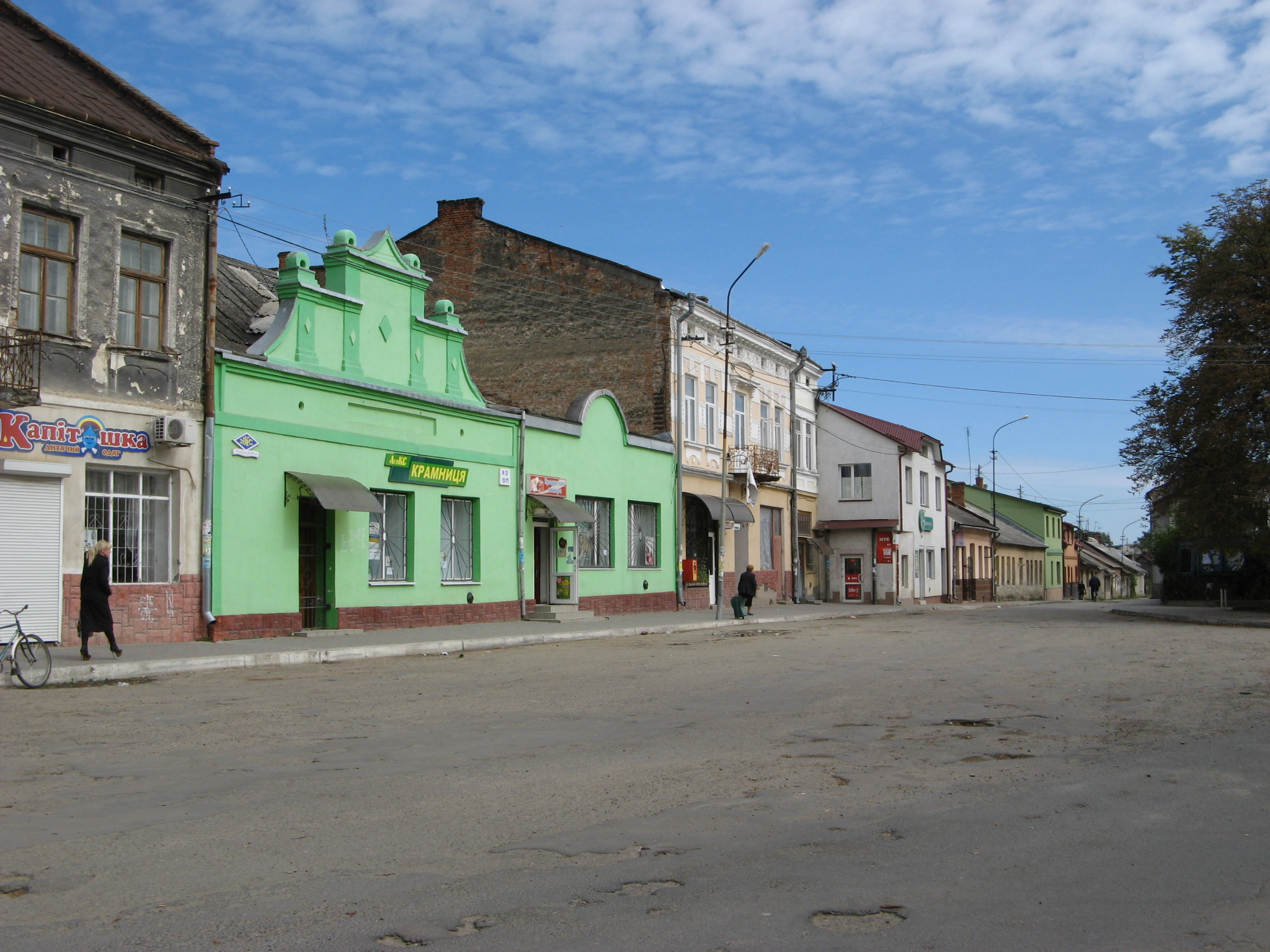
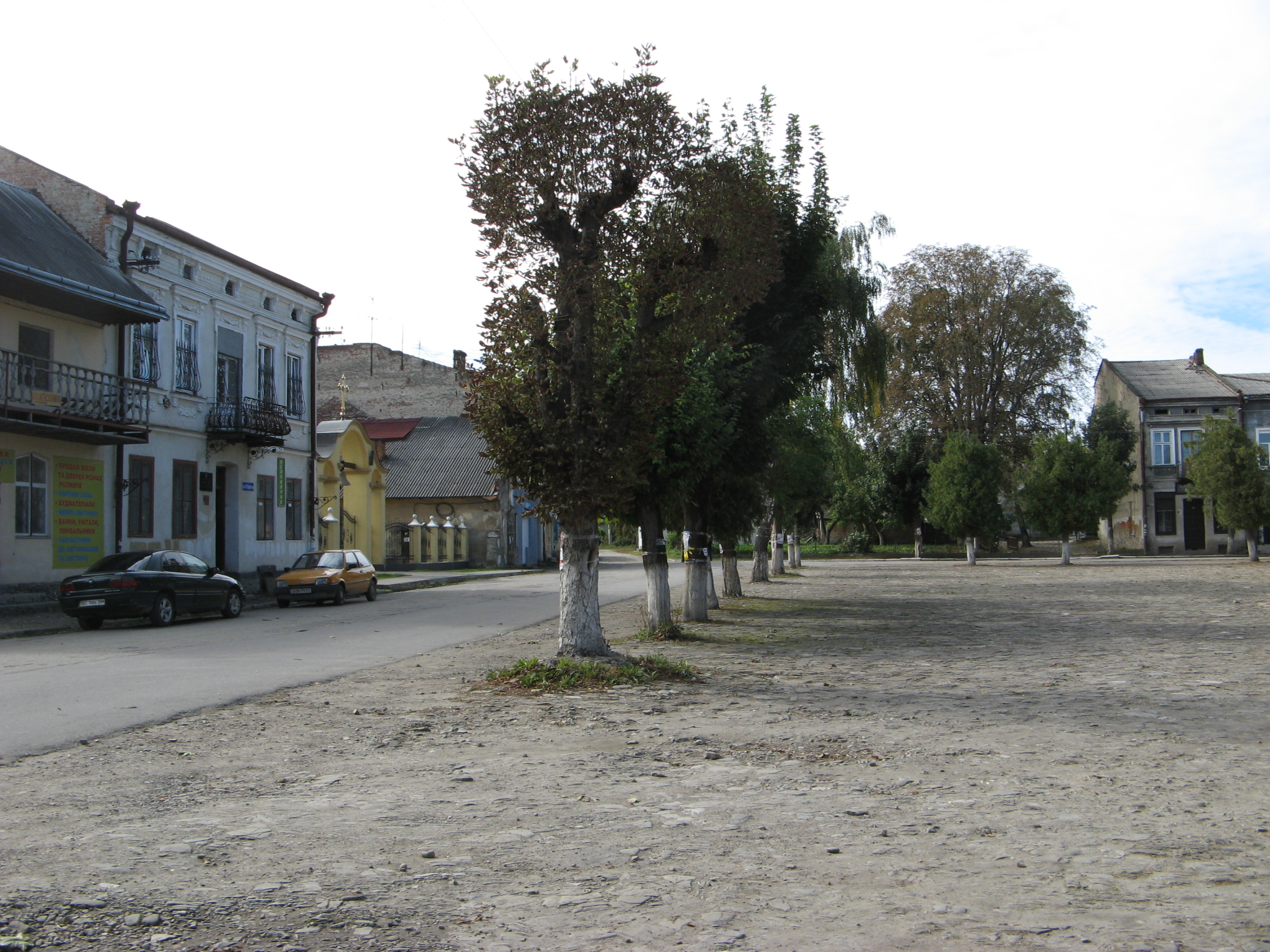